# Vlag van de Kroatische Republiek Herceg-Bosna

De vlag van Kanton 10 en West-Herzegovina
Evenals de vlag van de Kroatische Republiek Herceg-Bosna (1993-1995)

De vlag van Kanton 10 en de vlag van West-Herzegovina (Bosnisch: Zastava Livanjskog kantona) zijn gelijk aan de vlag van de Kroatische Republiek Herceg-Bosna, die tussen 1993 en 1995 (tijdens de Bosnische Burgeroorlog) semi-onafhankelijk was. Deze vlag is gebaseerd op de vlag van Kroatië en het Kroatische wapenschild, aangezien het voormalige Herceg-Bosna en de twee huidige Bosnische kantons West-Herzegovina en Kanton 10 voornamelijk door Kroaten worden bewoond. De vlag wordt bovendien ook gebruikt door de Kroaten in Centraal-Bosnië. De vlag is in gebruik genomen op 26 maart 1996.
Na de Bosnische Burgeroorlog werd de Federatie van Bosnië en Herzegovina in tien kantons verdeeld, waaronder Kanton 10 en West-Herzegovina. Deze besloten dezelfde symbolen te gebruiken als de genoemde Republiek om daarmee hun Kroatische identiteit uit te drukken.
Rijksstad Aken · Anhalt · Baden · Bataafse Republiek · Koninkrijk der Beide Siciliën · Koninkrijk Beieren · Groothertogdom Berg · Hertogdom Bourgondië · Hertogdom Brabant · Brunswijk · Cornwall · Koninkrijk Dalmatië · Vrije Stad Danzig · Duitse Democratische Republiek · Duitse Rijk · Deutschösterreich · Engelse Gemenebest · Koninkrijk Etrurië · Vrijstaat Fiume · Republiek Gumuljina · Koninkrijk Hannover · Hanze · Heilige Roomse Rijk · Herceg-Bosna · Hessen-Darmstadt · Hessen-Kassel · Hessen-Homburg · Volksstaat Hessen · Idel-Oeral Staat · Joegoslavië · Kerkelijke Staat · Koeban · Koerland · Republiek Krakau · Lucca · Prinsbisdom Luik · Luikse Republiek · Mecklenburg-Schwerin · Mecklenburg-Strelitz · Memelland · Midden-Litouwen · Nazi-Duitsland · Neutraal Moresnet · Occitanië · Oldenburg · Oost-Roemelië · Oostenrijk-Hongarije · Ottomaanse Rijk · Parthenopeïsche Republiek · Pommeren · Pruisen · Republiek Ragusa · Reuss jongere linie · Reuss oudere linie · Volksstaat Reuss · Rijnprovincie · Protectoraat Saarland · Saksen · Saksen-Altenburg · Saksen-Coburg en Gotha · Saksen-Hildburghausen · Saksen-Meiningen · Savoie · Servië en Montenegro · Sovjet-Unie · Transkaukasische Socialistische Federatieve Sovjetrepubliek · Tsjecho-Slowakije · Unie van Kalmar · Republiek Venetië · Waldeck-Pyrmont · Westfalen · Weimarrepubliek · Württemberg ·  Republiek der Zeven Verenigde Nederlanden (1572-1795) · Republiek der Zeven Verenigde Nederlanden (1650-1795)